# Puchar Wysp Owczych w piłce nożnej (1957)
W 1957 roku odbyła się 3. edycja Pucharu Wysp Owczych. Brały w nim wówczas udział jedynie drużyny z pierwszej klasy rozgrywek na archipelagu. Finał zakończył się wynikiem, dającym zwycięstwo drużynie HB Tórshavn nad KÍ Klaksvík. Turniej miał trzy fazy:
- Runda wstępna
- Półfinały
- Finał

## Uczestnicy
W Pucharze Wysp Owczych wzięły udział drużyny z najwyższego poziomu rozgrywek na archipelagu.
| Meistaradeildin 1957 5 drużyn                                       |
| - B36 Tórshavn - HB Tórshavn - KÍ Klaksvík - TB Tvøroyri - VB Vágur |

## Terminarz
| Runda         | Data meczu       |
| ------------- | ---------------- |
| Runda wstępna | 18 sierpnia 1957 |
| Półfinał      | 25 sierpnia 1957 |
| Finał         | 1 września 1957  |

## Przebieg rozgrywek

### Runda wstępna
| Drużyna 1        | Wynik   | Drużyna 2   |
| ---------------- | ------- | ----------- |
| 18 sierpnia 1957 |         |             |
| KÍ Klaksvík      | 4:1     | TB Tvøroyri |
| HB Tórshavn      | 4:1 pd. | VB Vágur    |
| B36 Tórshavn     | •       | wolny los   |

| 18 sierpnia 1957 | KÍ Klaksvík | 4:1 | TB Tvøroyri |                      |
|                  |             |     |             | Gundadalur, Tórshavn |

| 18 sierpnia 1957 | HB Tórshavn                                            | 4:1 (pd.) | VB Vágur |                     |
|                  | Kjartan Festirstein · Venna Mortensen · Eyðfinn Sondum |           |          | Gundadalur Tórshavn |

### Runda finałowa

#### Półfinały
| Drużyna 1        | Wynik | Drużyna 2    |
| ---------------- | ----- | ------------ |
| 25 sierpnia 1957 |       |              |
| KÍ Klaksvík      | 2:1   | B36 Tórshavn |
| HB Tórshavn      | •     | wolny los    |

| 25 sierpnia 1957 | KÍ Klaksvík | 2:1 | B36 Tórshavn |                     |
|                  |             |     |              | Gundadalur Tórshavn |

#### Finał
| 1 września 1957 | HB Tórshavn · Venna Mortensen 20' | 1:0(1:0)Raport | KÍ Klaksvík | Gundadalur, Tórshavn Widzów: 500 |
|                 |                                   |                |             |                                  |

|    |   |                        |
|    |   |                        |
| BR | ? | Heri Jensen            |
| OB | ? | Birgir Hansen          |
| OB | ? | Jógvan Johansen        |
| OB | ? | Ólavur Lambaa          |
| OB | ? | Petur Sigurð Rasmussen |
| OB | ? | Marius Johan Jensen    |
| PO | ? | Gunleif Midjord        |
| PO | ? | Brynjer Gregoriussen   |
| PO | ? | Kjartan Festirstein    |
| NA | ? | Venna Mortensen        |
| NA | ? | Eyðfinn Sondum         |

|    |   |              |
|    |   |              |
| BR | ? | Karl Isaksen |

| Zdobywca Pucharu Wysp Owczych 1957 |
| ---------------------------------- |
| HB Tórshavn 2. tytuł               |